# Szilágysomlyói kincs

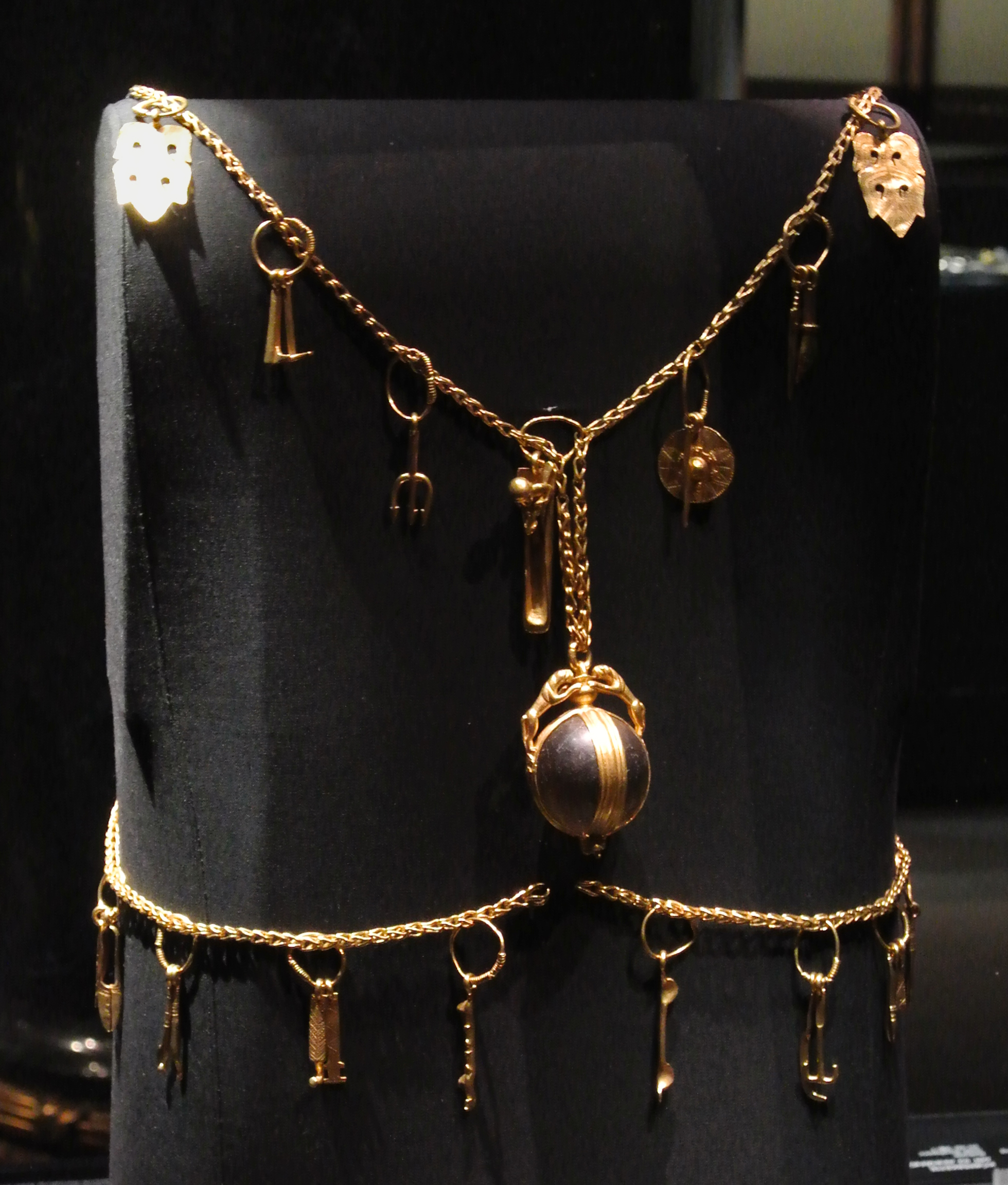
Az első kincsből

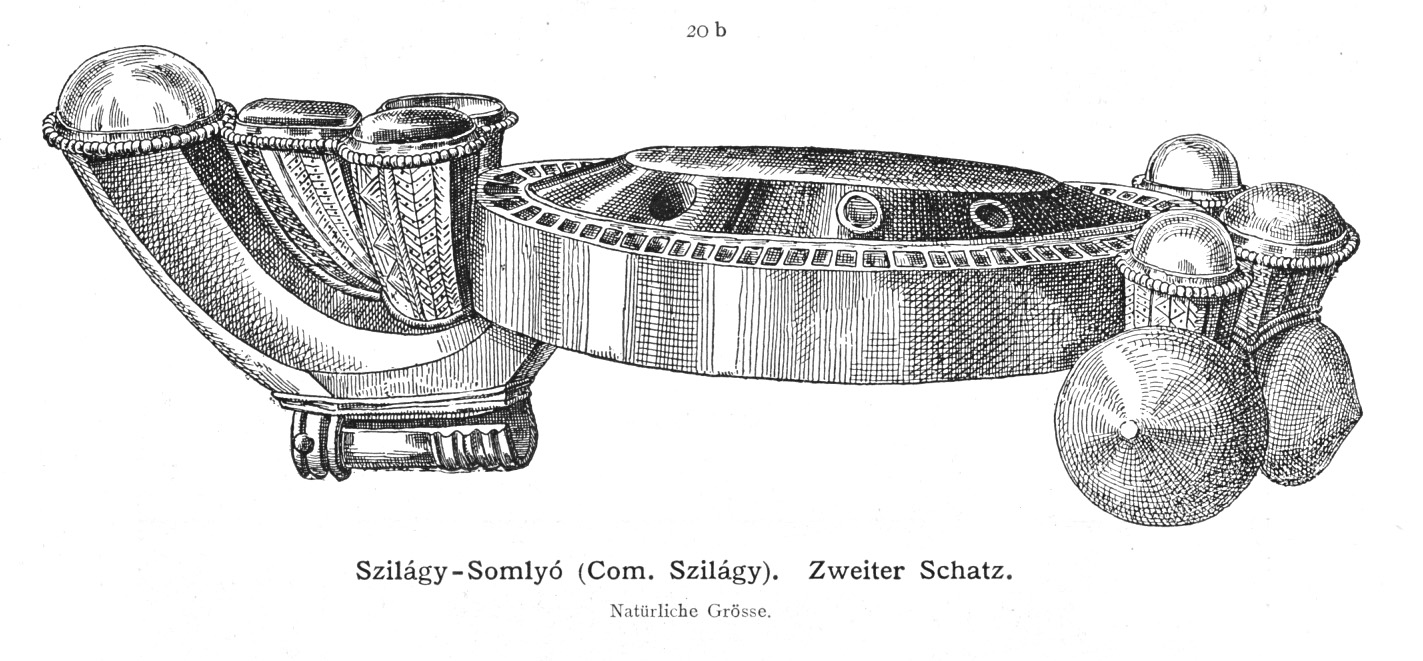
A második kincs egy darabja

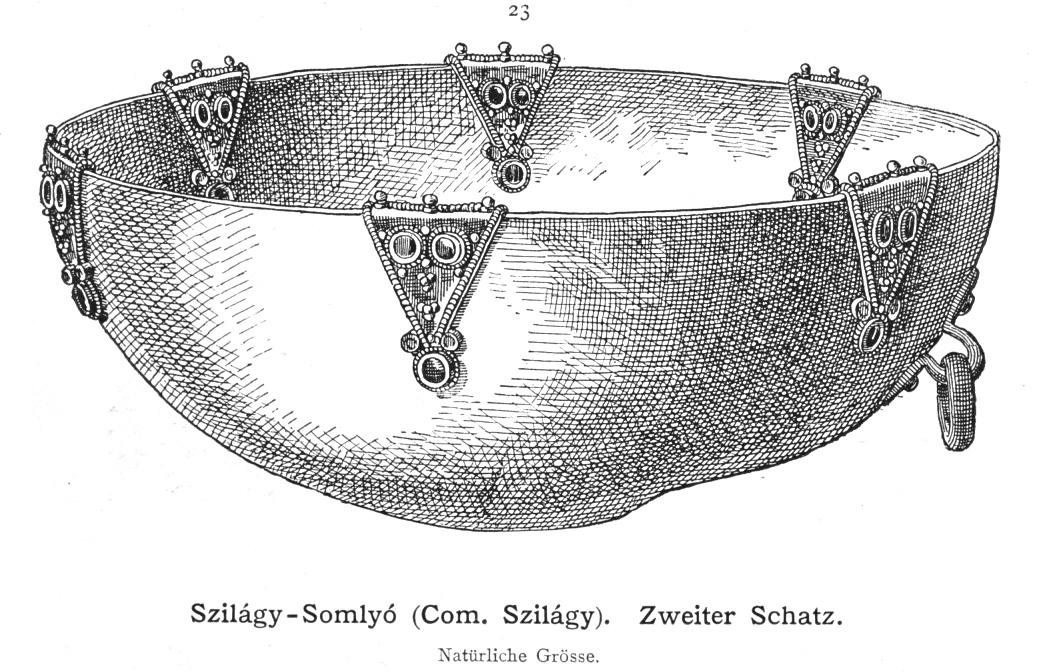
A második kincs egy darabja

A szilágysomlyói kincs egy aranytárgyakat tartalmazó lelet, melynek első részét 1797. augusztus 3-án két pásztorgyerek találta meg. 
Az első leletben 3. századi és 4. századi, római kori medalionok, egy nagyméretű nyaklánc, egy övkapocs és kisebb aranytárgyak voltak, melyeket Joseph Hilarius Eckhel vásárolt meg a bécsi udvar kívánságára. A medalionok valószínűleg ajándékok voltak, melyeket a germán uralkodók kaptak. 1889-ben az első lelet megtalálási helyétől nem messze újabb tárgyakat találtak: többek között nyolc pár, ezüstből készült, aranylemezekkel bevont és színes kövekkel díszített fibulát, néhány aranycsészét, egy aranykarikát és további fibulák töredékes darabjait.
Az első lelet a Bécsi Szépművészeti Múzeumban, a második a Magyar Nemzeti Múzeumban látható.

## Külső hivatkozások
- Múlt-Kor: Habsburg műgyűjtőkhöz kerültek 18. századi aranykincseink
- Császárfibula a kincsből
- A kincs egyik fibulája
- Aranycsésze
- Rekeszdíszes arany fibulapár a Magyar Nemzeti Múzeumban[halott link]
- Köpeczi Béla: Erdély története I., Akadémiai Kiadó, 1987, ISBN 963-054-883-6
- Marczali Henrik-Borovszky Samu-Csuday Jenő: Nagy Képes Világtörténet (Online elérés)